# Divisore

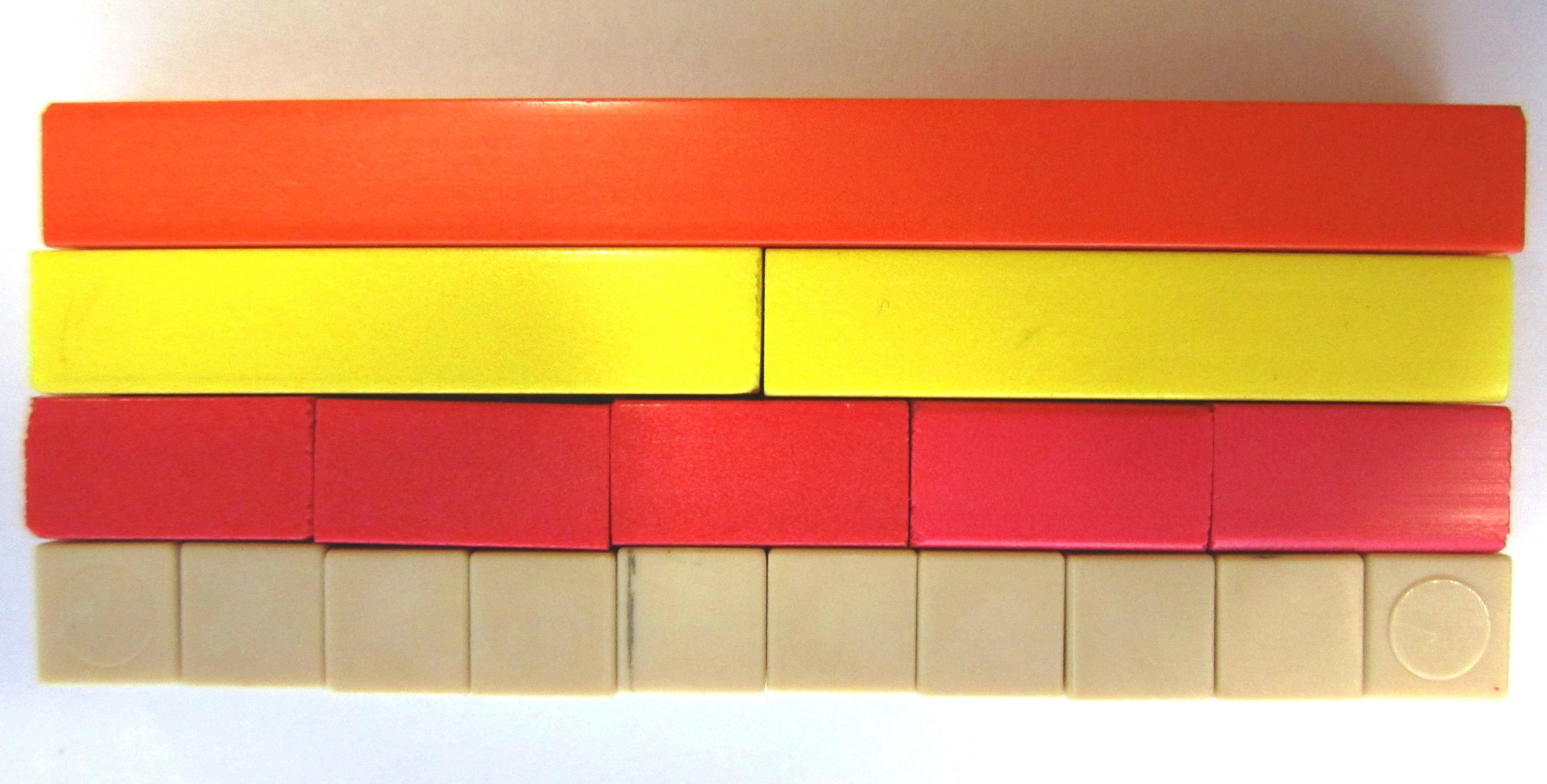
I divisori di 10 illustrati con i regoli Cuisenaire: 1, 2, 5, e 10

Nella matematica, un intero {\displaystyle b} è un divisore di un intero {\displaystyle a} se esiste un intero {\displaystyle c}  tale che {\displaystyle a=b\cdot c}. Ad esempio, 7 è un divisore di 42 in quanto {\displaystyle 42=7\cdot 6}. Si dice anche che 7 divide 42, o che 42 è divisibile per 7 o che 42 è un multiplo di 7, e si scrive {\displaystyle 7\mid 42}. I divisori possono essere sia positivi che negativi. I divisori positivi di 42 sono {1, 2, 3, 6, 7, 14, 21, 42}.
Casi particolari: 1 e -1 dividono qualunque intero, ed ogni intero è un divisore di 0. I numeri divisibili per 2 si chiamano pari, mentre quelli che non lo sono si chiamano dispari. Il nome è legato al fatto che l'intero non nullo {\displaystyle b} divide l'intero {\displaystyle a} se e solo se nella divisione con resto di {\displaystyle a} per {\displaystyle b} il resto è zero.

## Regole per piccoli divisori
Esistono alcune regole utili per capire semplicemente alcuni piccoli divisori di un numero guardando le sue cifre 
decimali:
- Un numero è divisibile per 2 se e solo se l'ultima cifra è 0, 2, 4, 6 oppure 8, cioè se è un numero pari. Esempio: 45 è un numero dispari, quindi non è divisibile per due, mentre 1478 è pari, ossia è divisibile per due.
- Un numero è divisibile per 3 se la somma delle sue cifre è un multiplo di tre. Nel caso il risultato dovesse essere maggiore di 9, si sommano le due o più cifre del risultato e si stabilisce se tale somma è o meno multipla di tre. Esempio: La somma delle cifre che compongono il numero 213 è 6, quindi 213 è divisibile per tre. Nel caso di 579, invece, la somma risulta essere 21. Visto che 2 + 1 fa tre, anche 579 è divisibile per tre.
- Un numero è divisibile per 4 se il numero formato dalle sue due ultime cifre è un multiplo di 4 oppure se le sue ultime due cifre sono due zeri. Esempio: Il numero 144 termina con le cifre 44, e, visto che il quattro divide il 44, il numero 144 è divisibile per 4. Anche 500 è divisibile per quattro.
- Un numero è divisibile per 5 se l'ultima cifra è 0 oppure 5. Esempio: Sia 5025 che 19830 sono divisibili per 5, al contrario di 783.
- Un numero è divisibile per 6 se è divisibile sia per 2 che per 3 (vedi sopra). Esempio: Il numero 96 è divisibile sia per 2 sia per 3, e quindi è divisibile anche per 6.
- Un numero è divisibile per 7 se sottraendo il doppio dell'ultima cifra al numero senza l'ultima cifra il risultato è divisibile per 7 (ad esempio, 364 è divisibile per sette in quanto 36-2×4 = 28, che è divisibile per 7). Se il numero è troppo grande, è possibile dividerlo in gruppi di tre cifre dalla destra alla sinistra, inserendo segni alternati fra ogni gruppo (ad esempio, invece di 1.048.576 è possibile fare la prova su 576-048+1 = 529, che non è divisibile per sette in quanto 52-18 = 34 non lo è). Un numero può anche essere divisibile per 7 se lo è la somma fra il triplo delle cifre che precedono la cifra finale di un numero e la sua cifra finale (prendiamo il numero 380233, esso è divisibile per 7 perché 38023 x 3 + 3 è uguale a un numero divisibile per 7).
- Un numero è divisibile per 8 se il numero dato dalle ultime tre cifre lo è.
- Un numero è divisibile per 9 se la somma delle sue cifre rappresenta un multiplo di nove.
- Un numero è divisibile per 10 se la sua ultima cifra è 0.
- Un numero è divisibile per 11 se, eseguita la somma fra le cifre in una posizione pari e quelle in una posizione dispari, la differenza tra il maggiore e il minore di questi risultati è a sua volta divisibile per 11. Esempio: Nel numero 4257, si devono sommare le cifre che occupano una posizione dispari (1° e 3°, in questo caso), ovvero 4 e 5, con quelle che occupano una posizione pari (in questo caso, solo la 2ª e la 4ª cifra), ovvero 2 e 7. La somma delle cifre che occupano una posizione dispari è 9, quella delle cifre in un posto pari è ugualmente 9. La differenza è quindi uguale a zero (che è divisibile per 11).
- Un numero è divisibile per 12 se è divisibile sia per 3 che per 4.
- Un numero è divisibile per 13 se sottraendo 9 volte l'ultima cifra dal numero privato di questa il risultato è divisibile per 13 (ad esempio 858 lo è in quanto 85-9×8 = 13, che chiaramente è divisibile per 13). Il metodo della divisione dei grandi numeri in gruppi di tre cifre, spiegato a proposito della divisibilità per 7, funziona anche in questo caso. Un numero può essere divisibile per 13 anche se lo è la somma fra il quadruplo della cifra finale di un numero e tutte le cifre che precedono questa (ad esempio, 123071 è divisibile per 13 perché lo è 1 x 4 + 1+2+3+0+7).
- Un numero è divisibile per 14 se è divisibile sia per 2 sia per 7.
- Un numero è divisibile per 15 se è divisibile sia per 3 sia per 5.
- Un numero è divisibile per 17 se la differenza (presa in valore assoluto), fra il numero ottenuto eliminando la cifra delle unità e il quintuplo della cifra delle unità è 0, 17 o un multiplo di 17 (numeri con più di due cifre), oppure se in esso la differenza fra le sue cifre precedenti l'ultima e l'ultima moltiplicata per 5 è uguale a 0, 17 o un multiplo di 17.
- Un numero è divisibile per 19, dopo averlo scomposto nella forma {\displaystyle 100a+b}, solo se è divisibile {\displaystyle a+4b}, oppure se in esso la differenza fra le sue cifre prima dell'ultima moltiplicate per nove e l'ultima è uguale a 0, 19, o un multiplo di 19 (ad esempio 817 è divisibile per 19 perché lo è 81 x 9 - 7).
- Un numero è divisibile per 20, se l'ultima cifra è 0 e la penultima è 0,2,4,6 o 8.
- Un numero è divisibile per 23 se è divisibile per 23 la somma della cifra delle decine e del settuplo della cifra delle unità, oppure se in questo la differenza fra le cifre precedenti l'ultima e l'ultima moltiplicata per 16 è uguale a 0, 23 o un multiplo di 23 (ad esempio 1633 è divisibile per 23 perché lo è 163 - 3 x 16).
- Un numero è divisibile per 25 se (e solo se) le sue ultime 2 cifre sono 00, 25, 50 o 75.
- Un numero è divisibile per 29 se (e solo se) lo è anche la cifra delle decine sommato al triplo della cifra delle sue unità (261 lo è in quanto 26 + 3*1 = 29), oppure se in questo la differenza fra le sue cifre precedenti l'ultima e l'ultima moltiplicata per 26 è uguale a 0, 29 o un multiplo di 29 (ad esempio, 957 è divisibile per 29 perché lo è 95 - 7 x 26).

## Proprietà
Alcune proprietà fondamentali: 
- a | a (riflessiva);
- se a | b e b | a, allora a = b o a = {\displaystyle -}b (antisimmetrica a meno del segno);
- se a | b e b | c, allora a | c (transitiva);
- se d | a e d | b, allora d | (a + b), più in generale d | (am + bn) per ogni m e n interi, e d | MCD(a,b);
- se a | c e b | c, allora mcm(a,b) | c.

## Ulteriori informazioni
Un divisore positivo di n diverso da n stesso è chiamato divisore proprio.

### Numeri primi
Un intero n > 1 il cui unico divisore proprio è 1 viene chiamato numero primo.
Qualunque divisore positivo di n è un prodotto di fattori primi di n elevati ad una qualche potenza (non superiore a quella presente nella fattorizzazione di  n stesso). Questa è una conseguenza del teorema fondamentale dell'aritmetica.

### Numeri perfetti, difettivi, abbondanti
Un numero uguale alla somma dei suoi divisori propri è detto numero perfetto. I numeri minori della somma sono detti difettivi, quelli maggiori abbondanti.

### Numero di divisori
Il numero totale di divisori positivi di n è la funzione moltiplicativa d(n) (ad esempio, d(42) = 8 = 2×2×2 = d(2)×d(3)×d(7)). La somma dei divisori positivi di n è un'altra funzione moltiplicativa σ(n) (ad esempio, σ(42) = 96 = 3×4×8 = σ(2)×σ(3)×σ(7)).
Notiamo che se un numero {\displaystyle p} è primo allora ha due divisori, {\displaystyle p^{2}} ha tre divisori, ecc. In generale {\displaystyle p^{M}} ha {\displaystyle M+1} divisori. Quindi se la fattorizzazione prima di n è data da:
{\displaystyle n=p_{1}^{\nu _{1}}\,p_{2}^{\nu _{2}}\,\ldots \,p_{M}^{\nu _{M}}.}
Allora il numero di divisori positivi di n è:
{\displaystyle d(n)=(\nu _{1}+1)(\nu _{2}+1)\ldots (\nu _{M}+1)}
ed ogni divisore è nella forma:
{\displaystyle p_{1}^{\mu _{1}}\,p_{2}^{\mu _{2}}\,\ldots \,p_{M}^{\mu _{M}},}
dove:
{\displaystyle \forall i:0\leq \mu _{i}\leq \nu _{i},\qquad i=1,2,\ldots ,M.}
Ad esempio poiché
{\displaystyle 36000=2^{5}\cdot 3^{2}\cdot 5^{3},}
allora
{\displaystyle d(36000)=(5+1)(2+1)(3+1)=6\cdot 3\cdot 4=72}
e quindi 36000 ha 72 divisori.
Da queste considerazioni si può dimostrare che un numero ha una quantità dispari di divisori se e solo se è un quadrato perfetto.

### Relazione indotta dalla divisibilità
La relazione | di divisibilità rende l'insieme {\displaystyle \mathbb {N} } degli interi non negativi un insieme parzialmente ordinato, precisamente un reticolo completamente distributivo. Il più grande elemento di questo reticolo è 0 ed il più piccolo è 1. L'operazione {\displaystyle \wedge } è rappresentata dal massimo comun divisore mentre la {\displaystyle \vee } dal minimo comune multiplo. Questo reticolo è isomorfo al duale del reticolo dei sottogruppi del gruppo ciclico infinito {\displaystyle \mathbb {Z} }

## Regole generali di divisibilità
Se un intero n è scritto in base b e d è un intero tale che b ≡ 1 (mod d), allora n è divisibile per d se e solo se anche la somma delle sue cifre in base b lo è. Le regole date sopra per d=3 e d=9 sono casi speciali di questo (b=10).
Possiamo generalizzare ulteriormente questo metodo per trovare come controllare, in qualsiasi base, la divisibilità di qualsiasi intero per un qualsiasi intero minore; cioè, determinare se d | a in base b.
Per prima cosa cerchiamo una coppia di interi (n, k) tali che bn ≡ k (mod d).
Adesso, invece di sommare le cifre, prendiamo a (che ha m cifre) e moltiplichiamo le prime m-n cifre per k ed aggiungiamo il prodotto alle ultime k cifre, e ripetiamo se necessario. Se il risultato è un multiplo di d allora anche il numero originario è divisibile per d. Qualche esempio:
Poiché 103 ≡ 1 (mod 37) (b=10, n=3, k=1, d=37) allora il numero a=1523836638 si può dimostrare divisibile per 37 in quanto: 1523836×1+638=1524474, 1524×1+474=1998, 1×1+998=999 (o, più semplicemente, visto che in questo caso k=1: 1+523+836+638=999); e 999 è divisibile per 37 per la conguenza vista sopra.
Ancora, 102 ≡ 2 (mod 7) (b=10, n=2, k=2, d=7), se a=43106 otteniamo 431×2+06=868; ripetiamo: 8×2+68 = 84 che è un multiplo di 7. Si noti che non c'è una terna (n, k, d) unica; difatti, avremmo potuto usare anche 10 ≡ 3 (mod 7) e quindi 1293×3 + 6 = 3885, 388×3 + 5 = 1169, 116×3 + 9 = 357, 35×3 + 7 = 112, 11×3 + 2 = 35, 3×3 + 5 = 14 ed infine 1×3 + 4 = 7. Naturalmente questo non è sempre efficiente ma si noti che ogni numero della serie (43106, 12936, 3885, 1169, 357, 112, 35, 14, 7) è un multiplo di 7 e spesso si trovano multipli identificabili banalmente. Questo metodo non è necessariamente utile per alcuni numeri (ad esempio 104 ≡ 4 (mod 17) è il primo n dove k < 10) ma si presta a calcoli veloci in altri casi dove n e k sono relativamente piccoli.

## Generalizzazioni
Si potrebbe parlare del concetto di divisibilità in ogni dominio d'integrità. Vedi la voce relativa per una definizione in questo contesto.